# Soiron (Belgien)

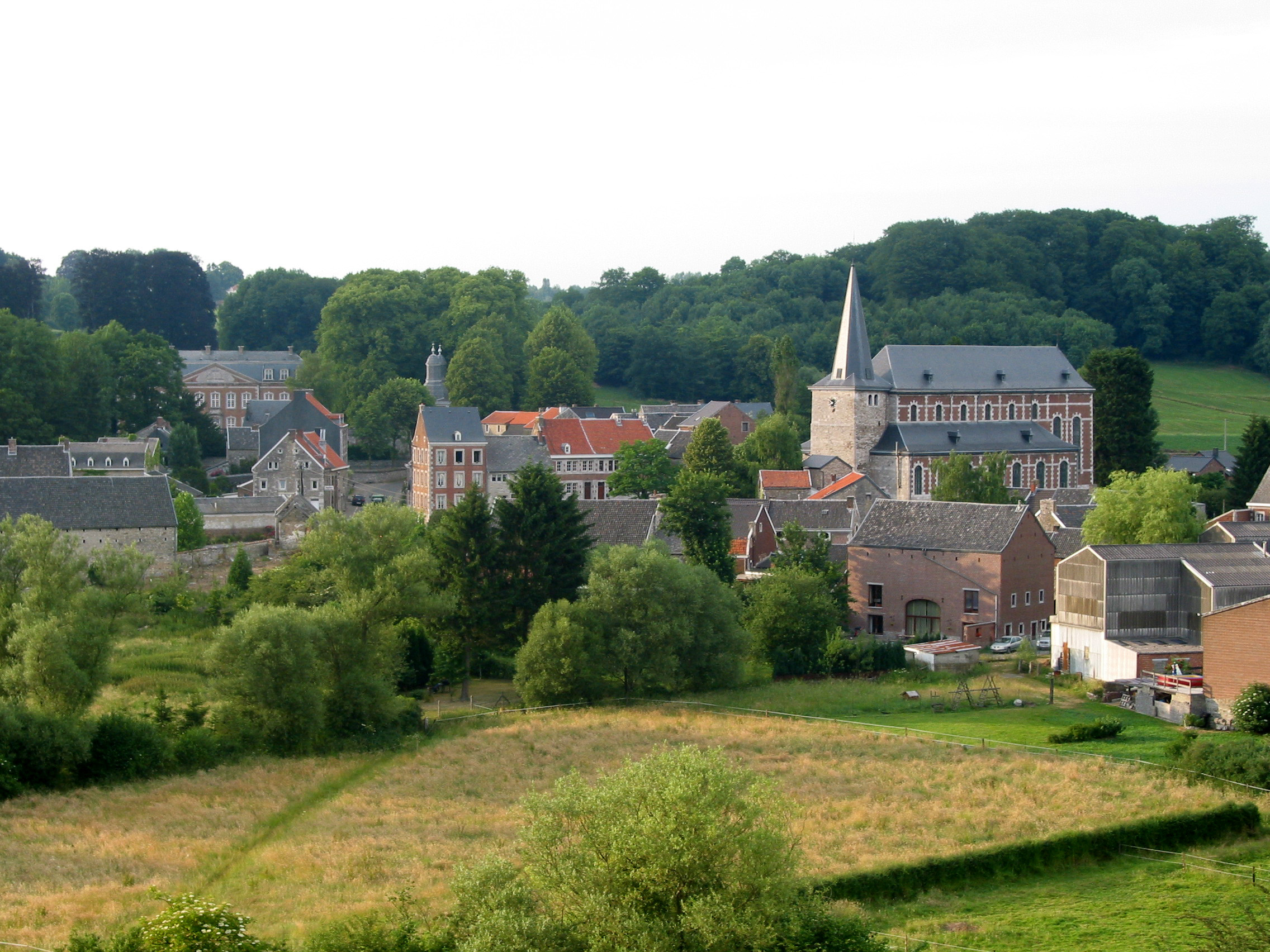
Panoramaansicht des Dorfes

Soiron (wallonisch: Sweron) ist seit der Gemeindefusion von 1977 eine Ortschaft in der belgischen Gemeinde Pepinster. 
Soiron wurde wegen seiner zahlreichen Bauten im Stil der Maas-Renaissance in die Liste der schönsten Dörfer Walloniens (Les plus beaux villages de Wallonie) aufgenommen.

## Geschichte
Die erste Erwähnung des Ortes findet sich einer Urkunde vom 13. August 1005, als das St. Adalbertstift in Aachen die benachbarten Dörfer Soiron und Olne von Heinrich II. zugesprochen bekam. Soiron blieb bis 1802 Eigentum des Aachener Stiftes. Die Anfänge des Kirchturms gehen auf das 11. Jahrhundert zurück.
Um etwa 1240 wurde Soiron in das Herzogtum Limburg integriert. 1692 wurden das gesamte Dorf, bis auf den Kirchturm, durch ein Erdbeben zerstört und in der Folgezeit wieder neu errichtet. Aus dieser Zeit stammen neben mehreren Bürgerhäusern, die Kirche (1723), das Schloss des Barons de Woelmont, welches 1860 modernisiert wurde, sowie ein öffentliches Waschhaus (1983 restauriert). Unter der Herrschaft der französischen Republik wurde Soiron 1797 eine eigenständige Gemeinde im Département Ourthe.